# Советское (Калининградская область)
Советское — посёлок в Славском районе Калининградской области. Входит в состав Большаковского сельского поселения.

## Население
| 2002 | 2010 |
| ---- | ---- |
| 435  | ↘430 |

## История
Населенный пункт Корелен в 1946 году был переименован в поселок Советское.